# Dolichopselephus cockerelli
Dolichopselephus cockerelli är en stekelart som beskrevs av William Harris Ashmead 1890. Dolichopselephus cockerelli ingår i släktet Dolichopselephus och familjen brokparasitsteklar. Inga underarter finns listade i Catalogue of Life.